# Diabelna taksówka
Diabelna taksówka (oryg. Chicago Cab lub Hellcab) – film zrealizowany w roku 1998 na podstawie sztuki Willa Kerna. Przedstawia on jeden dzień z życia (pracy) pewnego chicagowskiego taksówkarza, który rozwożąc przez cały dzień po mieście ludzi, spotyka rozmaitych osobników. Nieraz zostaje mimowolnie wciągnięty w ich problemy.

## Obsada
- Paul Dillon – taksówkarz
- John Cusack – przestraszony mężczyzna
- Julianne Moore – zgwałcona kobieta
- Gillian Anderson – dziewczyna